# Per-Inge Tällberg
Pour les articles homonymes, voir Tallberg.
Per-Inge Tällberg (né le 14 juin 1967 à Bollnäs) est un ancien sauteur à ski suédois.

## Palmarès

### Jeux Olympiques
| Épreuve / Édition | Calgary 1988 | Albertville 1992 |
| Petit Tremplin    | 36e          |                  |
| Grand Tremplin    | 22e          | 50e              |
| Par Equipes       | 7e           |                  |

### Championnats du monde
| Épreuve / Édition | Oberstdorf 1987 | Val di Fiemme 1991 | Falun 1993 |
| Petit Tremplin    | 46e             | 28e                | 41e        |
| Grand Tremplin    | 63e             | 14e                | 19e        |

### Championnats du monde de vol à ski
| Épreuve / Édition | Vikersund 1990 | Harrachov 1992 |
| Individuel        | 11e            | 29e            |

### Coupe du monde
- Meilleur classement final: 33e en 1991.
- Meilleur résultat: 3e.